# Nederlands Korfballer en Korfbalster van het Jaar
De prijs Nederlands Korfballer en Korfbalster van het Jaar is een titel voor de beste mannelijke en vrouwelijke speelster uit de hoogste Nederlandse competitie.

## Geschiedenis
Sinds 1981 worden er jaarlijks prijzen uitgedeeld aan de spelers van de hoogste Nederlandse korfbalcompetitie. Van 1981 t/m 1999 werd de prijs bepaald door de abonnees van het Nederlands Korfbalblad (NK). Het NK stelde van tevoren een lijst op met spelers en daaruit konden de abonnees kiezen.
Vanaf 2000 werd gekozen voor een andere manier van verkiezen en nomineren. De nominaties werden gedaan door de coaches van de Korfbal League en Hoofdklasse clubs.
De uiteindelijke verkiezingen worden daarna gedaan door de spelers en speelsters van dezelfde Korfbal League en Hoofdklasse clubs.

## Uitreiking
Door de jaren heen is de periode en locatie van de prijs-uitreiking verschillend geweest.
In 2009 werd de uitreiking gedaan in november, bij aanvang van het nieuwe seizoen van de Korfbal League en in 2012 was de uitreiking in december tijdens de Korfbal Challenge.
In alle andere jaren werden de prijzen in april/mei/juni uitgereikt, na het spelen van de zaalfinale.
Vanaf 2013 worden de prijzen uitgereikt tijdens het jaarlijkse Korfbal Gala, dat normaliter in mei plaatsvindt.

## Lijst met Winnaars
| Jaar | Man                  | Club                    | Vrouw                 | Club                    |
| ---- | -------------------- | ----------------------- | --------------------- | ----------------------- |
| 2025 | Olav van Wijngaarden | PKC/Vertom              | Fleur Hoek            | Fortuna                 |
| 2024 | Richard Kunst        | PKC/Vertom              | Daniëlle Boadi        | DVO/Transus             |
| 2023 | Mick Snel            | Fortuna/Delta Logistiek | Femke Faber           | LDODK/Rinsma Modeplein  |
| 2022 | Daan Preuninger      | Fortuna/Delta Logistiek | Zita Schröder         | PKC/Vertom              |
| 2021 | Olav van Wijngaarden | PKC/Vertom              | Sanne van der Werff   | PKC/Vertom              |
| 2020 | niet uitgereikt      | niet uitgereikt         | niet uitgereikt       | niet uitgereikt         |
| 2019 | Laurens Leeuwenhoek  | PKC/SWK Groep           | Fleur Hoek            | Fortuna/Delta Logistiek |
| 2018 | Richard Kunst        | PKC/SWK Groep           | Celeste Split         | TOP/Solar Compleet      |
| 2017 | Marc Broere          | AKC Blauw-Wit           | Celeste Split         | TOP/Solar Compleet      |
| 2016 | Richard Kunst        | PKC/Hagero              | Ilona van den Berg    | AW.DTV                  |
| 2015 | Tim Bakker           | KZ/Hiltex               | Suzanne Struik        | PKC/Hagero              |
| 2014 | Mick Snel            | TOP/Quoratio            | Marjolijn Kroon       | KZ/Hiltex               |
| 2013 | Barry Schep          | Fortuna/MHIR            | Mirjam Maltha         | Fortuna/MHIR            |
| 2012 | Barry Schep          | Fortuna/MHIR            | Suzanne Struik        | PKC/Hagero              |
| 2011 | Barry Schep          | Fortuna/MHIR            | Bregtje van Drongelen | TOP/Wereldtickets.nl    |
| 2010 | Leon Simons          | PKC/Cafe Bar            | Kim Cocu              | KZ/Hiltex               |
| 2009 | Peter Lageweg        | DOS'46                  | Suzanne Struik        | PKC/Cafe Bar            |
| 2008 | Michiel Gerritsen    | Nic.                    | Mirjam de Kleijn      | DOS'46                  |
| 2007 | Michiel Gerritsen    | Nic.                    | Samantha Jonkman      | DOS-WK                  |
| 2006 | André Kuipers        | DOS'46                  | Mady Tims             | PKC/Cafe Bar            |
| 2005 | André Simons         | PKC/Cafe Bar            | Mady Tims             | PKC/Cafe Bar            |
| 2004 | Michiel Gerritsen    | Nic.                    | Heleen van der Wilt   | Fortuna/Tempus          |
| 2003 | André Simons         | PKC                     | Marloes Preuninger    | Fortuna/Tempus          |
| 2002 | André Simons         | PKC                     | Mady Tims             | PKC                     |
| 2001 | Erik Simons          | PKC                     | Marjan de Jong        | AKC Blauw-Wit           |
| 2000 | Tim Abbenhuis        | KV Die Haghe            | Mandy Loorij          | KV Die Haghe            |
| 1999 | André Simons         | PKC                     | Marjan de Jong        | Nic.                    |
| 1998 | Tim Abbenhuis        | KV Die Haghe            | Mandy Loorij          | KV Die Haghe            |
| 1997 | Dennis Voshart       | Deetos                  | Jonni Abbenhuis       | KV Die Haghe            |
| 1996 | Ron Steenbergen      | Oost-Arnhem             | Jitte Bukkens         | Oost-Arnhem             |
| 1995 | Dennis Voshart       | DKOD                    | Mirelle Fortuin       | Deetos                  |
| 1994 | Taco Poelstra        | Nic.                    | Jacqueline Haksteen   | Deetos                  |
| 1993 | Jan de Jager         | PKC                     | Mirelle Fortuin       | Deetos                  |
| 1992 | Hans Leeuwenhoek     | Deetos                  | Mirelle Fortuin       | Deetos                  |
| 1991 | Erik Wolsink         | Oost-Arnhem             | Rini van der Laan     | AKC Blauw-Wit           |
| 1990 | Oscar Mulders        | Deetos                  | Mirelle Fortuin       | Deetos                  |
| 1989 | Ron Steenbergen      | Oost-Arnhem             | Rini van der Laan     | AKC Blauw-Wit           |
| 1988 | Erik Wolsink         | Oost-Arnhem             | Hanneke Cosijn        | PKC                     |
| 1987 | Erik Wolsink         | Oost-Arnhem             | Jacqueline van Beek   | PKC                     |
| 1986 | Erik Wolsink         | Oost-Arnhem             | Corrie Euser          | PKC                     |
| 1985 | Erik Wolsink         | Deetos                  | Rini van der Laan     | AKC Blauw-Wit           |
| 1984 | Hans Heemskerk       | Fortuna                 | Corrie Euser          | PKC                     |
| 1983 | Henk Woudstra        | DOS'46                  | Griet Bergsma         | LDO                     |
| 1982 | Wim Peetoom          | Deetos                  | Rini van der Laan     | LUTO                    |
| 1981 | Loek van den Boog    | Allen Weerbaar          | Rini van der Laan     | LUTO                    |

## Trivia
- Erik Wolsink won de prijs 5 maal. Hij is hiermee de meest onderscheiden mannelijke speler.
- Rini van der Laan won de prijs 5 maal bij de vrouwen. Zij is hiermee de meest onderscheiden vrouwelijke speler.
- In teamtotaal zijn de spelers van PKC het meest onderscheiden. Elf mannen en elf vrouwen in dienst van PKC wonnen de prijs